# Dybvad
 For alternative betydninger, se Dybvad (flertydig). (Se også artikler, som begynder med Dybvad)
Dybvad er en lille by i det østlige Vendsyssel med 603 indbyggere  (2025).
Dybvad er beliggende 9 kilometer sydvest for Sæby. Byen ligger i Region Nordjylland og hører til Frederikshavn Kommune. Dybvad er beliggende i Skæve Sogn.
Dybvad er det første sted i Danmark, hvor der er givet tilladelse til en efterforskningsboring efter skifergas.

## Historie
Ved århundredeskiftet beskrives Dybvad således: "Dybvad Jernbanestation med By, stort Teglværk, Fællesmejeri (Dybbro) og Friskole".
Dybvad stationsby opstod i forbindelse med anlæggelsen af jernbanen i 1899 med station, hvor banen krydsede landevejen lige ved den store gård af samme navn. Her opstod hurtigt en lille stationsby: i 1906 havde den 348 indbyggere, i 1911 458 og i 1916 505 indbyggere. I 1911 levede 63 af landbrug, 216 af industri og håndværk, 90 af handel og 42 af transport.
Dybvad fortsatte sin vækst i mellemkrigstiden men stagnerede efter 2. verdenskrig: i 1921 havde den 658 indbyggere, i 1925 731, i 1930 878, i 1935 900, i 1940 940, i 1945 903, i 1950 802, i 1955 849, i 1960 817 indbyggere og i 1965 793 indbyggere. I 1930, da byen havde 878 indbyggere, var sammensætningen efter erhverv: 87 levede af landbrug, 472 af industri og håndværk, 83 af handel, 64 af transport, 38 af immateriel virksomhed, 81 af husgerning, 53 var ude af erhverv og ingen havde ikke angivet oplysninger. Forklaringen på Dybvads befolkningsudvikling og erhvervssammensætning er, at der blev oprettet et betydningsfuldt teglværk lige ved byen.

## Om byen
Hvert år afholdes musikarrangementet Dybvad open air i Dybvad. 2014 var sidste gang.